# Hitman: Codename 47 / Hitman 2: Silent Assassin
Albums de Jesper Kyd
Robotech: Invasion
(2005) Hitman: Blood Money
(2006)
Hitman: Codename 47 / Hitman 2: Silent Assassin est un album contenant la bande originale des deux-premiers jeux vidéo de la série Hitman, toutes les deux composées par Jesper Kyd. La tonalité du premier jeu, Hitman : Tueur à gages, est entièrement formée à partir de musique électronique. Tandis que celle du deuxième jeu, Hitman 2: Silent Assassin, a été dirigée au Budapest Symphony Orchestra ainsi qu'au Hungarian Radio Choir par Béla Drahos. L'album comporte éditions complètes des deux bandes-originales, ainsi que du matériel moins connu du début comme des démos. La bande-originale du premier jeu n'avait jamais été commercialisée avant la sortie de cette compilation. L'album est un très bon exemple du style musical de Kyd et montre comment celle-ci s'est développée à partir de ses propres racines, et notamment dans la franchise d'Hitman.

## Listes des pistes
Toute la musique est composée par Jesper Kyd, except where noted.
| Disc 1 - Hitman: Codename 47 | Disc 1 - Hitman: Codename 47         | Disc 1 - Hitman: Codename 47 | Disc 1 - Hitman: Codename 47 | Disc 1 - Hitman: Codename 47 | Disc 1 - Hitman: Codename 47 | Disc 1 - Hitman: Codename 47 | Disc 1 - Hitman: Codename 47 | Disc 1 - Hitman: Codename 47 | Disc 1 - Hitman: Codename 47 |
| No                           | Titre                                | Durée                        |                              |                              |                              |                              |                              |                              |                              |
| ---------------------------- | ------------------------------------ | ---------------------------- | ---------------------------- | ---------------------------- | ---------------------------- | ---------------------------- | ---------------------------- | ---------------------------- | ---------------------------- |
| 1.                           | Intro (Jesper Kyd and Pierre Földes) | 0:51                         |                              |                              |                              |                              |                              |                              |                              |
| 2.                           | Main Title (Extended Version)        | 6:54                         |                              |                              |                              |                              |                              |                              |                              |
| 3.                           | Hong Kong Themes                     | 7:36                         |                              |                              |                              |                              |                              |                              |                              |
| 4.                           | Jungle Exploration                   | 3:22                         |                              |                              |                              |                              |                              |                              |                              |
| 5.                           | Dark Jungle                          | 2:28                         |                              |                              |                              |                              |                              |                              |                              |
| 6.                           | Hotel Themes                         | 8:25                         |                              |                              |                              |                              |                              |                              |                              |
| 7.                           | Harbor Themes                        | 6:47                         |                              |                              |                              |                              |                              |                              |                              |
| 8.                           | Hospital Themes                      | 11:35                        |                              |                              |                              |                              |                              |                              |                              |
| 9.                           | Hotel Music (Early Demo)             | 3:26                         |                              |                              |                              |                              |                              |                              |                              |
| 10.                          | Rainforest Music (Early Demo)        | 8:09                         |                              |                              |                              |                              |                              |                              |                              |
| 11.                          | Atmosphere Demo                      | 1:20                         |                              |                              |                              |                              |                              |                              |                              |
| 12.                          | Main Title (Original Slow Version)   | 6:50                         |                              |                              |                              |                              |                              |                              |                              |
| 67:43                        |                                      |                              |                              |                              |                              |                              |                              |                              |                              |

| Disc 2 - Hitman 2: Silent Assassin | Disc 2 - Hitman 2: Silent Assassin                 | Disc 2 - Hitman 2: Silent Assassin | Disc 2 - Hitman 2: Silent Assassin | Disc 2 - Hitman 2: Silent Assassin | Disc 2 - Hitman 2: Silent Assassin | Disc 2 - Hitman 2: Silent Assassin | Disc 2 - Hitman 2: Silent Assassin | Disc 2 - Hitman 2: Silent Assassin | Disc 2 - Hitman 2: Silent Assassin |
| No                                 | Titre                                              | Durée                              |                                    |                                    |                                    |                                    |                                    |                                    |                                    |
| ---------------------------------- | -------------------------------------------------- | ---------------------------------- | ---------------------------------- | ---------------------------------- | ---------------------------------- | ---------------------------------- | ---------------------------------- | ---------------------------------- | ---------------------------------- |
| 1.                                 | Hitman 2 Main Title                                | 2:10                               |                                    |                                    |                                    |                                    |                                    |                                    |                                    |
| 2.                                 | Waiting for Action                                 | 1:56                               |                                    |                                    |                                    |                                    |                                    |                                    |                                    |
| 3.                                 | Action Begins                                      | 2:07                               |                                    |                                    |                                    |                                    |                                    |                                    |                                    |
| 4.                                 | 47 Makes a Decision (Jesper Kyd and Pierre Földes) | 2:08                               |                                    |                                    |                                    |                                    |                                    |                                    |                                    |
| 5.                                 | The Penthouse                                      | 2:03                               |                                    |                                    |                                    |                                    |                                    |                                    |                                    |
| 6.                                 | Japanese Mansion                                   | 2:10                               |                                    |                                    |                                    |                                    |                                    |                                    |                                    |
| 7.                                 | Japanese Snow Castle                               | 2:21                               |                                    |                                    |                                    |                                    |                                    |                                    |                                    |
| 8.                                 | Streets of India                                   | 2:05                               |                                    |                                    |                                    |                                    |                                    |                                    |                                    |
| 9.                                 | Mission in India                                   | 2:10                               |                                    |                                    |                                    |                                    |                                    |                                    |                                    |
| 10.                                | 47 in St. Petersburg                               | 1:57                               |                                    |                                    |                                    |                                    |                                    |                                    |                                    |
| 11.                                | Trouble in Russia                                  | 1:56                               |                                    |                                    |                                    |                                    |                                    |                                    |                                    |
| 12.                                | Desert Sun                                         | 2:09                               |                                    |                                    |                                    |                                    |                                    |                                    |                                    |
| 13.                                | Arabian Dance                                      | 1:53                               |                                    |                                    |                                    |                                    |                                    |                                    |                                    |
| 14.                                | The Setup (Jesper Kyd and Pierre Földes)           | 2:02                               |                                    |                                    |                                    |                                    |                                    |                                    |                                    |
| 15.                                | End Boss (Pierre Földes)                           | 2:28                               |                                    |                                    |                                    |                                    |                                    |                                    |                                    |
| 16.                                | Slow Ambience                                      | 2:45                               |                                    |                                    |                                    |                                    |                                    |                                    |                                    |
| 17.                                | Fast Ambience                                      | 2:13                               |                                    |                                    |                                    |                                    |                                    |                                    |                                    |
| 18.                                | H2 Exploration                                     | 4:11                               |                                    |                                    |                                    |                                    |                                    |                                    |                                    |
| 19.                                | H2 Action                                          | 2:04                               |                                    |                                    |                                    |                                    |                                    |                                    |                                    |
| 20.                                | Dreams of Istanbul (Bonus Track)                   | 7:42                               |                                    |                                    |                                    |                                    |                                    |                                    |                                    |
| 50:30                              |                                                    |                                    |                                    |                                    |                                    |                                    |                                    |                                    |                                    |